# Катина (заповідне урочище)
Ка́тина — заповідне урочище в Україні. Розташоване в межах Самбірського району Львівської області, на захід від села Катина.
Площа 53 га. Оголошено згідно з рішенням Львівської облради від 9.10.1984 року № 495. Перебуває у віданні ДП «Старосамбірський лісгосп» (Старявське лісництво, кв. 22).
Статус надано з метою збереження високопродуктивного букового насадження природного походження, розташованого серед мальовничих ландшафтів північно-західної окраїни Верхньодністровських Бескидів. 